# لمصابيح التيرس (جنان بويه)
لمصابيح التيرس هي إحدى مشيخات المملكة المغربية، تتبع جغرافيا لإقليم اليوسفية وإداريًا لجنان بويه. يقدر عدد سكانها بـ 8474 نسمة حسب الإحصاء الرسمي للسكان والسكنى لسنة 2004.